# Super Mario Land 2: 6 Golden Coins
Super Mario Land 2: 6 Golden Coins (スーパーマリオランド2 6つの金貨?, Sūpā Mario Rando Tsū: Muttsu no Kinka) è un videogioco a piattaforme per Game Boy, sviluppato e pubblicato dalla Nintendo. È il seguito di Super Mario Land. È uscito in Giappone il 21 ottobre 1992, negli Stati Uniti il 2 novembre 1992 e in Europa il 28 gennaio 1993. Come il suo predecessore, anche Super Mario Land 2 non è stato realizzato dal creatore della serie Shigeru Miyamoto e la sua direzione è affidata a Hiroji Kiyotake.
Super Mario Land 2 vede il debutto di Wario, che sarebbe diventato un personaggio di spicco nella serie Super Mario oltre che antieroe in diversi giochi. Con la sua cartuccia da 4 megabit, fu uno dei giochi più grandi su Game Boy all'epoca della sua pubblicazione, nonché uno dei titoli di maggior successo della serie di Super Mario, grazie ai notevoli cambiamenti del Gameplay e della struttura del gioco stesso.
Ha ricevuto un seguito nel 1994 intitolato Wario Land: Super Mario Land 3.

## Modalità di gioco
Il gioco si svolge su una mappa principale (accorgimento adottato anche in Super Mario Bros. 3 e in Super Mario World) che rappresenta Mario Land, un'isola di cui Mario era il re e di cui si è impossessato un usurpatore, Wario, che è sempre stato invidioso della popolarità di Mario fin da quando erano ragazzi. Mario deve sconfiggere i capi delle 6 zone in cui è divisa l'isola, che custodiscono altrettante monete d'oro. Una volta riconquistate tutte e 6 le monete, Mario le userà per aprire la porta del suo castello ed affrontare Wario nella sfida finale, per cacciarlo dal castello e da Mario Land.
A differenza dello stile grafico adottato per Super Mario Land, in questo episodio le ambientazioni ricordano quelle dei capitoli per NES e Super Nintendo, con sprite più grandi e disegnati in stile meno serioso. Tuttavia neanche questo titolo è ambientato nel Regno dei Funghi, ma i suoi elementi grafici e ambientali sono realizzati nello stile tipico dei giochi di Mario, e anche tra i nemici appaiono personaggi tipici del regno dei Funghi come i Goomba.
La cartuccia del gioco, grazie ad una batteria interna, è in grado di mantenere in memoria tre partite salvate, rappresentate da tre diverse tubature (accomunabili a dei file, in cui viene salvato automaticamente il progresso del gioco) fra cui scegliere all'avvio del gioco. Dopo Super Mario World, Super Mario Land 2 è il secondo gioco della serie a permettere il salvataggio, e il primo in una console portatile.
Prima di scegliere una tubatura, è possibile premere il tasto SELECT per attivare la "Easy Mode" e giocare con un numero inferiore di nemici e di trappole.
Molti livelli terminano con una porta (che ne costituisce l'uscita) sovrastata da una campana: se Mario riesce a farla suonare, si attiva un piccolo gioco bonus che gli permette di guadagnare vite oppure un potenziamento. A metà di molti livelli è presente un'ulteriore campana, che funge da punto di salvataggio intermedio: se Mario riesce a suonarla, quando perde una vita, ricomincia il livello da quel punto, invece che dall'inizio. Una volta che un livello è già stato completato, è possibile giocarlo nuovamente, ed in questo caso è anche possibile uscirne in qualunque momento, premendo prima START e poi SELECT; non è possibile invece giocare nuovamente i livelli finali di ogni zona, quelli che terminano nello scontro con un boss.
Ogni 100 nemici sconfitti, scende dall'alto il power-up Starman che, se preso, rende Mario momentaneamente invincibile. Inoltre, i livelli sono disseminati di monete che, diversamente dagli altri capitoli di Super Mario, non fanno guadagnare una vita alla centesima moneta raccolta per poi azzerarne il conteggio: in Super Mario Land 2, Mario può raccogliere fino a un massimo di 999 monete e spenderle in un'apposita caverna con una sorta di slot-machine, presente nella mappa principale, nella speranza di vincere vite extra o potenziamenti. Una volta arrivati a 999 monete non è più possibile raccoglierne altre: le successive che Mario trova vanno perse finché non vengono spese, in toto o in parte, le 999 già possedute.

Mario in versione "Fire Mario"

Mentre Mario affronta un livello, sul margine inferiore dello schermo è presente una barra di stato indicante, da sinistra a destra, il numero di vite rimanenti, il numero di monete raccolte, il numero di nemici sconfitti ed il tempo residuo per completare il livello. I livelli infatti sono a tempo: se il timer arriva a zero si perderà una vita.

### Le zone
L'isola su cui si svolge il gioco (Mario Land) è divisa in 6 zone tutte diverse, che contengono un certo numero di livelli: solo sconfiggendo il boss presente nel livello finale di ognuna di esse Mario potrà entrare nel suo castello e scacciare Wario dal suo regno. Le zone sono le seguenti:
- Tree Zone, un grande albero, popolato da insetti giganti tra cui un alveare e un formicaio con api e formiche gigantesche; il boss dell'area è un enorme uccello, a metà fra un corvo e un'aquila reale, che si solleva da un uovo e attacca Mario; una volta sconfitto, l'uovo si schiude, liberando la moneta d'oro di tale zona.
- Space Zone, accessibile dal livello Hippo, è lo spazio, il cui boss è l'alieno Tatanga, il boss finale di Super Mario Land;
- Macro Zone, una zona ambientata in una casa, ma in cui Mario si ritrova rimpicciolito passando per la galleria che porta ad essa, per cui tutto appare gigantesco. Il boss finale è un topo, che appare di dimensioni colossali rispetto a quelle di Mario.
- Pumpkin Zone, una zucca gigante che contiene una zona oscura con un cimitero e delle case stregate, in cui Mario dovrà fronteggiare fantasmi, mostri e oggetti stregati di vario tipo. Il boss è una strega che tenta di sconfiggere Mario per usarlo per le sue pozioni.
- Mario Zone, una grande statua meccanica di Mario, che dovrà avventurarsi tra i suoi ingranaggi. In questo caso ci sono tre boss, rappresentati da tre porcellini, che fuoriescono dalle loro casette attaccate al soffitto con una catena, che, come quelle dei porcellini della celebre fiaba sono costruite in paglia, in legno ed in calce e mattoni. Inizialmente fuoriesce il primo, quello della casetta di paglia che rotola sul pavimento. Dopo essere colpito tre volte fuoriesce il secondo, dalla casetta di legno, che salta. Alla fine esce l'ultimo che riesce a fare salti anche più in alto e dopo essere sconfitto esce la moneta relativa all'area.
- Turtle Zone, una zona acquatica marina, con un sottomarino affondato in rovina e una colossale balena simile a un capodoglio che dorme sul fondo dell'oceano. Dentro la bocca della balena, oltre ad esserci un livello, vi è anche un polpo con i suoi cuccioli, che è il boss dell'area.

Proprio come in Super Mario World per Super Nintendo, anche in Super Mario Land 2 ci sono dei livelli segreti: per raggiungerli è necessario trovare, laddove presente, l'uscita nascosta da un livello, contrassegnata da un cerchio con dentro una stella. Completato il livello segreto, Mario tornerà al livello precedente, che bisognerà completare tramite l'uscita standard, per poter proseguire nel gioco.

### Abilità di Mario
Mario, anche quando è nella sua forma "base", è in grado di camminare o correre, accucciarsi, saltare (può sconfiggere la maggior parte dei nemici saltando loro sulla testa) e far saltare fuori oggetti da alcuni mattoni colpendoli con il pugno alzato sopra la testa. È anche in grado di trasportare gusci di Koopa sulla testa (per lanciarli poi contro altri nemici al momento opportuno) e di nuotare quando si trova in acqua. Nella zona ambientata nello spazio è in grado di fluttuare a mezz'aria.

#### Potenziamenti
All'inizio della partita Mario appare senza poteri, per poi guadagnarne ogni volta che raccoglie particolari power-up.
- Super Mushroom - Quando Mario raccoglie un fungo, cresce di dimensioni: acquisisce la possibilità di distruggere con la testa alcuni mattoni e di eseguire, premendo il tasto direzionale inferiore mentre è in aria, dei salti rotanti, che gli permettono di distruggere anche i mattoni posti sotto i suoi piedi e di uccidere più nemici. Quando viene colpito da un nemico, torna ad essere Mario.
- Fire Flower - Quando Mario raccoglie un "fiore di fuoco", diventa Fire Mario e compare una penna sul suo cappello: oltre ad avere i poteri di Super Mario, diventa anche in grado di sparare palle di fuoco in grado di sconfiggere diversi tipi di nemici e di rompere un particolare tipo di mattoni (ma non di raccogliere monete a distanza come nel gioco precedente). Se una palla di fuoco cade sul pavimento non si dissolve, ma continua a rimbalzare in avanti. Quando viene colpito da un nemico, torna Super Mario.
- Bunny Carrot - Quando Mario raccoglie una carota, assume le dimensioni di Super Mario e gli crescono un paio di orecchie da coniglio sul cappello. Sbattendole, è in grado di planare lentamente (a due diverse velocità tenendo premuto o premendo ripetutamente il pulsante A) dopo i salti, estendendoli di molto in lunghezza; inoltre Mario, quando è in questa forma, riesce a saltare più in alto. Quando viene colpito da un nemico, torna Super Mario. In questa forma non può eseguire salti rotanti.
- Star Man - Quando Mario raccoglie una stella, il suo corpo inizia a luccicare e diviene invincibile per 15 secondi. Mentre è in questo stato, Mario è in grado di uccidere i nemici semplicemente toccandoli; se ne abbatte 4, otterrà una vita extra per ogni ulteriore nemico che sconfiggerà. Non vengono considerati, per il conteggio, i nemici sconfitti con le palle di fuoco di Fire Mario.
- Cuore 1-UP - Quando Mario raccoglie un cuore, otterrà una vita extra; nel minigioco a fine livello è disponibile anche un cuore speciale, che dà diritto a 3 vite extra.

## Trama
Super Mario Land 2 si svolge subito dopo Super Mario Land. Si scopre che era stato Wario ad assoldare Tatanga per invadere il regno di Sarasaland e rapire la Principessa Daisy per distrarre Mario. Mentre Mario è impegnato a Sarasaland, Wario lancia un incantesimo malvagio su Mario Land, una grande isola di cui Mario è il re, rinominandola Wario Land. Gli abitanti subiscono un lavaggio del cervello e vengono convinti che Wario sia il loro vero capo, e Mario un nemico. Wario vuole prendere il controllo del castello di Mario e, finalmente, averne uno tutto suo. Per fermare Wario, Mario deve trovare sei monete dorate sparse in Mario Land, che sono necessarie per aprire il portone, e riconquistare il suo castello, che corrisponde al livello finale del gioco, al termine del quale, ad attendere Mario c'è il boss finale, che è proprio lo stesso Wario: lo scontro inizia contro Super Wario, che può essere sconfitto colpendolo con le palle di fuoco o saltandoci in testa per tre volte, dopodiché Wario fugge nella camera successiva, accedendo alla quale si vede Wario potenziarsi con una Bunny Carrot, che gli fa crescere sul cappello due orecchie da coniglio, dandogli la capacità di volare (proprio come fa Mario con il suddetto Power-up). Anche in questo caso si può sconfiggere Wario con palle di fuoco o saltandogli in testa per tre volte, dopodiché Wario fuggirà ancora. Proseguendo, Wario si potenzia con un Fire Flower, sul suo cappello cresce una piuma e diventa in grado di sparare palle di fuoco. Sconfiggendolo anche questa volta (con palle di fuoco o saltandogli in testa per tre volte) Wario si restringe di dimensioni (come avviene per Mario, quando perde i poteri), scoppia in lacrime e fugge definitivamente dal castello.

## Sviluppo
La musica è stata composta da Kazumi Totaka, ed è stata una dei suoi primi lavori. La canzone di Totaka è nascosta nel gioco e può essere ascoltata nella schermata del Game Over aspettando esattamente 2 minuti e 30 secondi.

## Accoglienza
| Testata                            | Giudizio |
| ---------------------------------- | -------- |
| GameRankings (media al 04-05-2019) | 77.42%   |
| Electronic Gaming Monthly          | 87.5/100 |
| Nintendo Power                     | 3.7/5    |

Official Nintendo Magazine ha posizionato il gioco al nono posto nella lista dei "100 migliori giochi Nintendo". Nintendo Power lo ha classificato come terzo miglior gioco per Game Boy/Game Boy Color, apprezzandone i miglioramenti rispetto a Super Mario Land e l'incredibile grafica per una console portatile.